# Torii Kiyomasu
En aquest nom japonès, el cognom és Torii.
Torii Kiyomasu I (鳥居 清倍, Torii Kiyomasu, fl. c. anys 1690 – anys 1720) va ser un pintor i gravador japonès de l'escola Torii, en l'estil ukiyo-e. Com altres artistes Torii, el seu focus principal eren els cartells i anuncis kabuki, els gravats d'actors i altres materials relacionats. Molts estudiosos creuen que Kiyomasu va ser el germà petit o el fill de Torii Kiyonobu I, un dels fundadors de l'escola, o que va ser un pseudònim (goh) alternatiu de la mateixa persona.

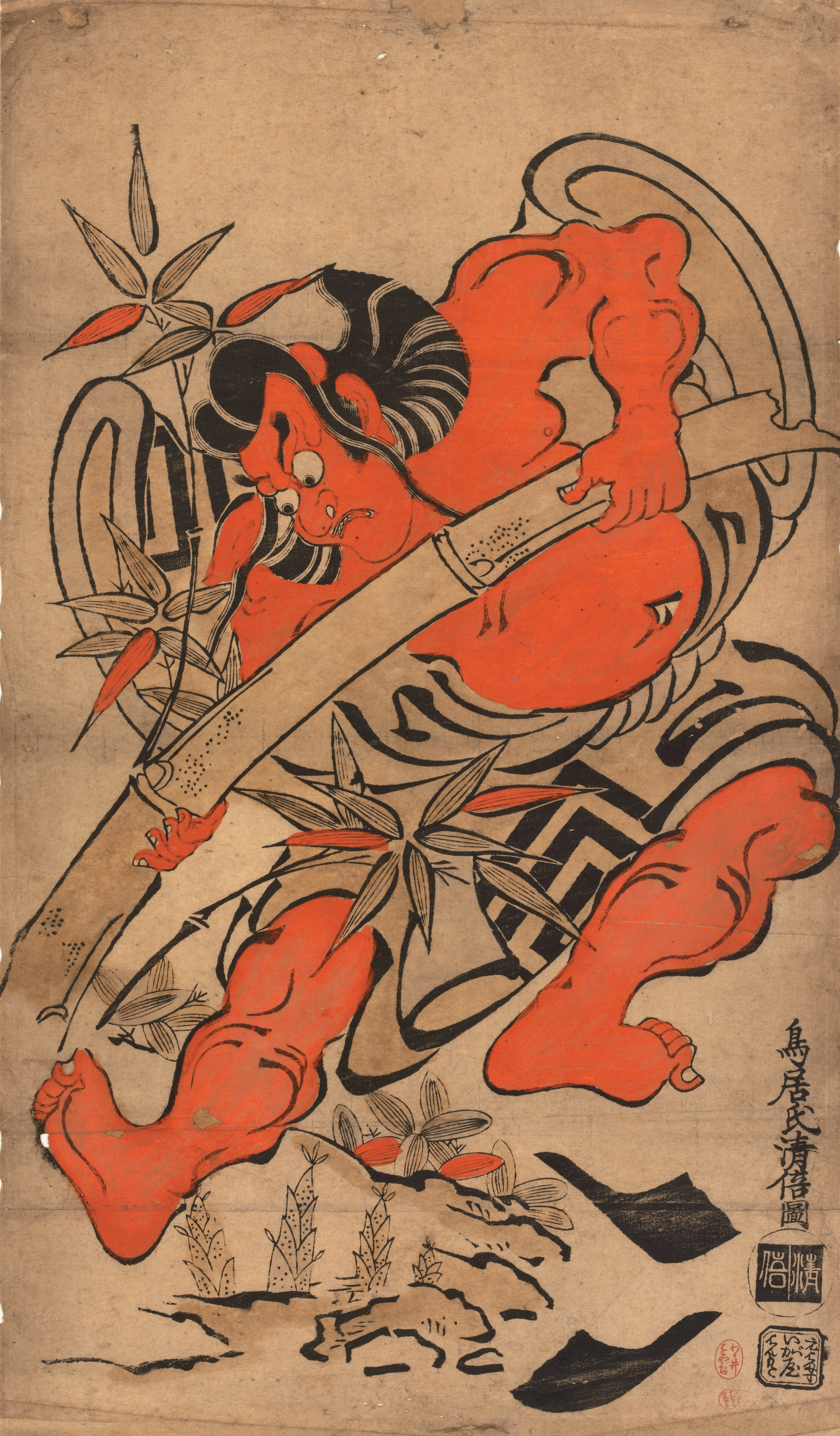
Ichikawa Danjuro I en el paper de Takenuki Goro. Probablement un dels més famosos treballs primerencs Torii, i la més famosa representació de Danjuro I.

En els anys 1710, els gravats signats amb el nom de Kiyomasu eren molt més nombrosos que els que tenien la firma de Kiyonobu. Si tots dos eren artistes diferents, això podria indicar que el més gran, el cap de l'escola, va dedicar més temps als cartells kabuki i altres treballs que eren més el domini oficial del taller, mentre que al més jove se'l deixava fer gravats. Per altra banda, fins i tot si eren una mateixa persona, això es podria explicar senzillament per l'ús de noms diferents segons el tipus d'obra.
Tot i que es diu que el seu estil és una mica més elegant que el de Kiyonobu, són difícils de distingir, com ho són la majoria d'obres dels altres artistes Torii. Dit això, hi ha determinats elements estilístics que realment destaquen com a diferències entre els dos artistes. Mentre que l'obra de Kiyonobu estava molt basada en la d'Hishikawa Moronobu, i era de naturalesa molt masculina, amb línies molt definides i marcades, les obres de Kiyomasu, tot i que molt similar a primer cop d'ull, és de fet més suau i elegant; es diu que mostren una "manca de seriositat del propòsit". Aquest desplaçament s'atribueix a una emulació de l'estil del principal competidor de Moronobu, Sugimura Jihei.